# Vionnaz
Vionnaz ist eine politische Gemeinde und eine Burgergemeinde des Bezirks Monthey im französischsprachigen Teil des Kantons Wallis in der Schweiz.

## Geografie
Vionnaz liegt im unteren Teil des Wallis und erstreckt sich von der Ebene der Rhone im Osten über den Schwemmkegel der Greffaz bis an die Alpen im Grenzgebiet zu Haute-Savoie. Höchster Gipfel ist der Tour de Don auf 1999 m ü. M. Die Gemeinde besteht aus den Dörfern Vionnaz im Tal und den Bergdörfern Mayen, Revereulaz und Torgon sowie den Weilern Crébellay, Beffeux und Bonne Année.

## Geschichte
1917 wurde in Vionnaz der sozialistische Arbeiterverein Union ouvrière de Vionnaz gegründet.

## Bevölkerung
| Bevölkerungsentwicklung | Bevölkerungsentwicklung | Bevölkerungsentwicklung | Bevölkerungsentwicklung | Bevölkerungsentwicklung | Bevölkerungsentwicklung | Bevölkerungsentwicklung | Bevölkerungsentwicklung | Bevölkerungsentwicklung | Bevölkerungsentwicklung | Bevölkerungsentwicklung | Bevölkerungsentwicklung |
| ----------------------- | ----------------------- | ----------------------- | ----------------------- | ----------------------- | ----------------------- | ----------------------- | ----------------------- | ----------------------- | ----------------------- | ----------------------- | ----------------------- |
| Jahr                    | 1850                    | 1900                    | 1950                    | 2000                    | 2010                    | 2011                    | 2012                    | 2013                    | 2014                    | 2015                    | 2016                    |
| Einwohner               | 776                     | 800                     | 768                     | 1562                    | 2217                    | 2266                    | 2310                    | 2355                    | 2389                    | 2530                    | 2594                    |

## Verkehr
Durch die Gemeinde führt die Hauptstrasse 21 von der französischen Grenze zu Savoyen in Saint-Gingolph nach Saint-Maurice, und sie ist der Ausgangspunkt der Hauptstrasse 11 über Château-d’Oex nach Zweisimmen. Der Bahnhof Vionnaz an der SBB-Linie von Saint-Gingolph nach Saint-Maurice liegt direkt östlich der Gemeindegrenze auf dem Gebiet der Gemeinde Collombey-Muraz. Die Buslinie von Aigle über Vionnaz nach Torgon sorgt für die Feinverteilung.